# Trisetum cernuum
Trisetum cernuum är en gräsart som beskrevs av Carl Bernhard von Trinius. Trisetum cernuum ingår i släktet glanshavren, och familjen gräs. Inga underarter finns listade i Catalogue of Life.